# Lostwave
Lostwave é um termo da Internet usado para descrever músicas e canções cujo artista, título ou origem são desconhecidos. O termo originou-se no Reddit em 2019, quando pessoas que procuravam pela identidade de The Most Mysterious Song on the Internet criaram um subreddit dedicado a procurar outras músicas desconhecidas, como "Ulterior Motives". Embora a maior parte das músicas Lostwave venham da era pré-Internet, principalmente das décadas de 1980 e 1990, elas também podem vir de qualquer década da história. O termo é uma junção das palavras "lost" e "wave", um sufixo usado para descrever outros gêneros como "new wave", "coldwave" e "vaporwave".

## Exemplos

### The Most Mysterious Song on the Internet
"A canção mais misteriosa da Internet" foi gravada por um usuário chamado Darius S em um programa de rádio que foi ao ar na estação de rádio pública da Alemanha Ocidental, chamada Norddeutscher Rundfunk. A música foi gravada em uma fita cassete, que também incluía músicas de outros artistas, como XTC e The Cure . Para obter uma cópia exata das músicas, as falas do DJ foram removidas, o que é a razão mais provável por trás da data exata de exibição e o título da música serem desconhecidos.
A música foi postada pela primeira vez na Internet entre 2004 e 2007, mas não ganhou muita atenção na época. Em 2019, dúvidas em relação a origem da música começaram a surgir quando o adolescente brasileiro Gabriel da Silva Vieira começou a investigar as origens da música, depois de conhecê-la com Nicolás Zúñiga, da gravadora independente espanhola "Dead Wax Records". Gabriel postou o trecho da música no YouTube e em muitas comunidades do Reddit relacioandas a músicas e, eventualmente, fundou o subreddit r/TheMysteriousSong.
Ainda em 2019, no dia 27 de maio, o site australiano de notícias musicais Tone Deaf escreveu o primeiro artigo relacionado a música, com o autor Tyler Jenke discutindo os estágios da procura pela faixa e observando que a busca foi semelhante a uma outra, feita em 2013, de uma música identificada como "On the Roof".
Também no mesmo ano, o DJ Paul Baskerville foi considerado relacionado à música, já que seu programa Musik für junge Leute ("Música Para Jovens") foi também considerado o show do qual a música foi gravada. Ele suspeita que tenha sido uma gravação demo que foi tocada uma vez por um apresentador do NDR, e, logo em seguida, descartada.
Em 4 de novembro de 2024, a canção foi identificada como "Subways of Your Mind", da banda alemã FEX.

### Ulterior Motives
Em 2021, o usuário carl92 postou um trecho de 17 segundos de uma música, inicialmente conhecida por "Everyone Knows That" ou "Ulterior Motives", que ele gravou em 1999 no site WatZatSong. Ele encontrou a gravação entre arquivos em um backup de DVD e especulou que era um resquício de quando ele estava aprendendo a capturar áudio. Em abril de 2024, usuários do Reddit identificaram a musica como "Ulterior Motives" por Christopher e Phillip Booth, originando do filme pornográfico Angels of Passion.

### On the Roof
On the Roof é uma canção do músico sueco Johan Lindell cuja identidade permaneceu um mistério por vários anos até 2013, quando foi identificada como sendo de Lindell. Ele havia abandonado a carreira de músico para seguir a de pintor, e não possuía conhecimento sobre a procura da música.

### Ready 'n' Steady
"Ready 'n' Steady" é uma canção dos músicos americanos Dennis Lucchesi e Jim Franks, sob o nome D.A, que foi lançada em 1979. A música, apesar de não ter sido lançada oficialmente, estreou na tabela Bubbling Under Hot 100, da Billboard, na posição 106 antes de ser eliminada. Até os dias atuais, este continua sendo o único caso de uma música sem lançamento oficial aparecendo nas tabelas da Billboard. A própria existência da música foi questionada por muitos anos, mas acabou sendo confirmada em 2016. Também estreou na KFAI em Minneapolis, Minnesota, no mesmo ano, sendo o único caso conhecido onde foi tocada em rádio.

### Fond My Mind
"Fond My Mind" ou "A Música mais misteriosa do Brasil", foi uma canção misteriosa que tocou na Rádio Cidade de Recife entre 1991-1993 e foi gravado pelo usuário brasileiro Gabor que usava o nickname "gsipkoi". A música, anteriormente, era considerada "a segunda música mais misteriosa da internet" durante 2021 e 2022. Até que em dezembro de 2023, os internautas finalmente identificaram a música como "Feels Like a Wish" da dupla brasileira Station K, composta pelo músico ítalo-brasileiro Edde Edman e pelo doutor André Nóbrega. A música é do gênero Synth-pop e foi produzida em 1989.

### Músicas erroneamente atribuídas ao ex-Depeche ModeAlan Wilder
Em 2010, um usuário do YouTube chamado "CharlieMillesManson" publicou 3 videos sobre canções supostamente produzidas em meados dos anos 80 pela banda inglesa Depeche Mode, a seguintes canções se chamam "Treadmill Of Time, Chart Rundown e Here To Have Fun". Posteriormente creditaram erroneamente as canções ao tecladista Alan Wilder. Alguns internautas compararam a sonoridade musical nos videos do usuário com as canções reais e oficias do tecladista Alan Wilder, e afirmaram que a banda por trás das canções postadas pelo usuário não são de Alan, e as teorias de que sejam demos não-oficiais também foram desmentidas. Então os internautas abriram uma busca pelos autores das 3 canções, até serem notificados por um usuário chamado Nik Lawrence que afirma conhecer a banda por trás; Segundo Nik, a banda por trás das 3 canções se chama Memorybank e que seus membros são compostos pelos seguintes nomes: Tim Addy (tecladista) e Jonathan Lewis (vocalista e escritor). Posteriormente os internautas conseguiram contatar o tecladista e segundo o próprio, foi um projeto de verão "divertido" de 1987. Apesar das afirmações, não conseguiram provar a autoria e a existência do grupo, até que em Setembro de 2024, o tecladista Tim Addy foi contatado novamente mas desta vez e finalmente, provando a autoria e a existência do grupo ao compartilhar uma foto do papel da fita cassete que continha as 7 canções de um álbum chamado The Key To The Door.